# تکبر (فیلم ۱۹۹۵)
تکبر (به هندی: Ahankaar) و (به انگلیسی: arrogance) فیلمی هندی محصول سال ۱۹۹۵ و به کارگردانی آشیم سامانتا است. در این فیلم بازیگرانی همچون میتون چاکرابورتی، مامتا کولکارنی، موهنیش باهل، پریم چوپرا، گلشن گروور، آریونا ایرانی، دیزی ایرانی و تیکو تالسانیا ایفای نقش کرده‌اند.